# ميغيل أنخيل غوتيريز أغيلار
ميغيل أنخيل غوتيريز أغيلار (بالإسبانية: Miguel Ángel Gutiérrez Aguilar)‏ هو سياسي مكسيكي، ولد في 21 يوليو 1978 في ولاية خاليسكو في المكسيك. حزبياً، نشط في حزب العمل الوطني. وقد انتخب عضو مجلس النواب المكسيك.